# IC 2023
IC 2023 — галактика типу S? (спіральна галактика) у сузір'ї Золота Риба.
Цей об'єкт міститься в оригінальній редакції індексного каталогу.